# بطولة ويمبلدون 1914
قائمة ببطولات ويمبلدون لسنة 1914:

## فردي رجال
نورمان بروكيس  أنتوني ويلدنغ . النتيجة: 6-4 6-4 7-5

## فردي سيدات
دوروثيا لامبيرت شامبيرس هزمت  إيثيل لاركومب. النتيجة: 7-5, 6-4